# Oreste Ravanello
Oreste Ravanello (Venezia, 25 agosto 1871 – Padova, 2 luglio 1938) è stato un organista e compositore italiano.

## Biografia
Costretto a studiare privatamente dopo essere stato allontanato dal liceo musicale "Benedetto Marcello" di Venezia, fu allievo di Andrea Girardi e Angelo De Santi: presso il primo studiò organo e composizione, presso il secondo storia della musica e canto gregoriano. Questi insegnamenti, quando Ravanello aveva 16 anni, gli valsero la possibilità di diplomarsi all'Associazione Italiana Santa Cecilia. Un anno dopo essersi diplomato prese a lavorare come organista alla Cappella Marciana e, sei anni più tardi, diventò primo organista della Basilica di San Marco. Negli anni successivi collaborò intensamente con Lorenzo Perosi e Marco Enrico Bossi: celebri, ai tempi, furono le sfide fra i tre, che si esibivano - a volte davanti a Giuseppe Sarto - improvvisando con gli organi della Basilica.
Dal 1898 al 1936 fu inoltre direttore della Cappella Musicale della Basilica del Santo di Padova, dal 1902 insegnò organo al liceo Marcello, che in gioventù l'aveva respinto, e dal 1912 alla morte diresse l'istituto musicale "Cesare Pollini" patavino, tenendo una cattedra di composizione e spendendosi perché l'istituto diventasse un conservatorio, cosa che effettivamente avvenne.

## Opere
Considerato uno dei più stimati organisti del suo tempo, Ravanello si dedicò principalmente alla composizione di musica liturgica, diventando uno dei più influenti compositori del tempo di concerti per organo. All'insegnamento dell'organo dedicò anche due raccolte di studi. Scrisse volumi su composizione e accompagnamento del canto gregoriano e il metodo L'organista di chiesa (redatto in collaborazione con Luigi Bottazzo). Fu un sostenitore del Movimento Ceciliano e dedicò parte della sua vita all'analisi della polifonia e in particolare delle composizioni di Giovanni Pierluigi da Palestrina.